# Bruno Boxler
Bruno Boxler (* 1912 in Schwäbisch Gmünd; † 1989) war ein deutscher Ingenieur, Autor und Erfinder.

## Leben
Boxler studierte Maschinenbau an der Technischen Hochschule Stuttgart. Er bekleidete eine Assistentenstelle an der Landwirtschaftlichen Hochschule in Stuttgart-Hohenheim. Im Jahr 1938 beschrieb er in seiner Dissertation die Kannen-Ausgusstülle. Nach dem Zweiten Weltkrieg war er als Dozent, bzw. als Professor an der Staatlichen Ingenieurschule Esslingen am Neckar tätig. Im Jahr 1953 erfand er gemeinsam mit Manfred Kühnle den Schneckenpflug. Der Prototyp befindet sich im Deutschen Landwirtschaftsmuseum in Hohenheim.
Seit 1933 war er Mitglied der katholischen Studentenverbindung AV Alania Stuttgart.

## Werke (Auswahl)
- Landmaschinen-Konstruktion u. -Herstellung, Werkstoffe, Maschinenteile. In: Walther E. Fischer-Schlemm (Hrsg.): Die Maschine in der Landwirtschaft. Teilausgabe A1. Hirzel, Stuttgart 1952.
- (mit  Walther E. Fischer-Schlemm): Motorische Bodenbearbeitung (ausser Schlepper).  In: Walther E. Fischer-Schlemm (Hrsg.): Die Maschine in der Landwirtschaft. Teilausgabe D2. Hirzel, Stuttgart 1950.
- Taschenbuch für Landmaschinen. Selbstverlag, Esslingen 1950.
- Bodenbearbeitung, Bodenbearbeitungs-Werkzeuge und Gespannbodenbearbeitung. In: Walther E. Fischer-Schlemm (Hrsg.): Die Maschine in der Landwirtschaft. Teilausgabe D1. Hirzel, Stuttgart 1949.
- Gerinne für Flüssigkeiten verschiedener Zähigkeit, die Gestaltung ihres Querschnitts und ihres Auslaufs. Omnitypie-Ges., Stuttgart 1938. Zugleich Dissertation an der Technischen Hochschule Stuttgart, Stuttgart 1938.